# جون تيرليسكي
جون تيرليسكي (بالإنجليزية: John Terlesky)‏ هو كاتب سيناريو ومخرج وممثل أمريكي، ولد في 30 مايو 1961 بسينسيناتي في الولايات المتحدة.

## وصلات خارجية
- جون تيرليسكي على موقع IMDb (الإنجليزية)
- جون تيرليسكي على موقع ألو سيني (الفرنسية)
- جون تيرليسكي على موقع أول موفي (الإنجليزية)
- جون تيرليسكي على موقع قاعدة بيانات الأفلام السويدية (السويدية)
- جون تيرليسكي على موقع قاعدة بيانات الفيلم (الإنجليزية)
- جون تيرليسكي على موقع كينوبويسك (الروسية)